# 軍事技術と科学の要素
『軍事技術と科学の要素』（Elements of Military Art and Science）とは、1846年にアメリカの軍事学者ヘンリー・ハレックにより書かれた軍事学の著作である。

## 概要
1839年に生まれたハレックは『前哨』の著者である陸軍士官学校教授のデニス・ハート・マハンの指導を受けた陸軍将校であり、アメリカの海防政策について論じた『国防の手段に関する報告』が高く評価され、フランスに留学している。本書は帰国後にローウェル・インスティチュートで行った12回にわたる軍事学の講義がまとめられたものであり、南北戦争に至るまで軍事学の基本的な参考文献として広く将校に読まれた著作の一つである。
本書の構成は第1章導入、第2章戦略、第3章築城、第4章兵站、第5章戦術、第6章軍事政策、第7章我らが沿岸の防衛、第8章我らが北方辺境防衛、第9章から第12章までの陸軍組織、第13章永久要塞、第14章戦闘工兵、第15章軍事教育から成り立っており、戦略から戦術、兵站だけでなく軍事行政についても言及する章立てとなっている。
ハレックの軍事思想は19世紀に普及していた科学的発想に基づくものとして軍事科学を論じている。ハレックは軍事学を決定的な地点に兵力の投入を決める戦略、陣地構築によって兵力の劣位を補う築城、軍の移動や補給を行う兵站、敵に対して兵力を使用する戦術に分けることができるとしている。この著作ではこれらの問題についてヨーロッパにおける軍事学の著作に基づいて研究を行っており、軍事理論を概観することができる文献となっている。

## 文献
- H. Wager Halleck, Elements of Military Art and Science, Dodo Press, 2007.